# Стара Руда (Великопольське воєводство)
Стара Руда (пол. Stara Ruda) — село в Польщі, у гміні Вежбінек Конінського повіту Великопольського воєводства.
Населення — 293 особи (2011).
У 1975-1998 роках село належало до Конінського воєводства.

## Демографія
Демографічна структура станом на 31 березня 2011 року:
|          | Загалом | Допрацездатний вік | Працездатний вік | Постпрацездатний вік |
| -------- | ------- | ------------------ | ---------------- | -------------------- |
| Чоловіки | 146     | 37                 | 97               | 12                   |
| Жінки    | 147     | 29                 | 84               | 34                   |
| Разом    | 293     | 66                 | 181              | 46                   |